# Dionicio Escalante
Dionicio Manuel Escalante Moreno, noto semplicemente come Dionicio Escalante (Culiacán, 12 maggio 1990), è un calciatore messicano, centrocampista svincolato.

## Caratteristiche tecniche
È un centrocampista difensivo.

## Carriera
Cresciuto nel settore giovanile del Dorados, ha esordito in prima squadra il 2 agosto 2009 disputando l'incontro di Liga de Ascenso vinto 2-0 contro il Guerreros Hermosillo.